# Collera (arnés)

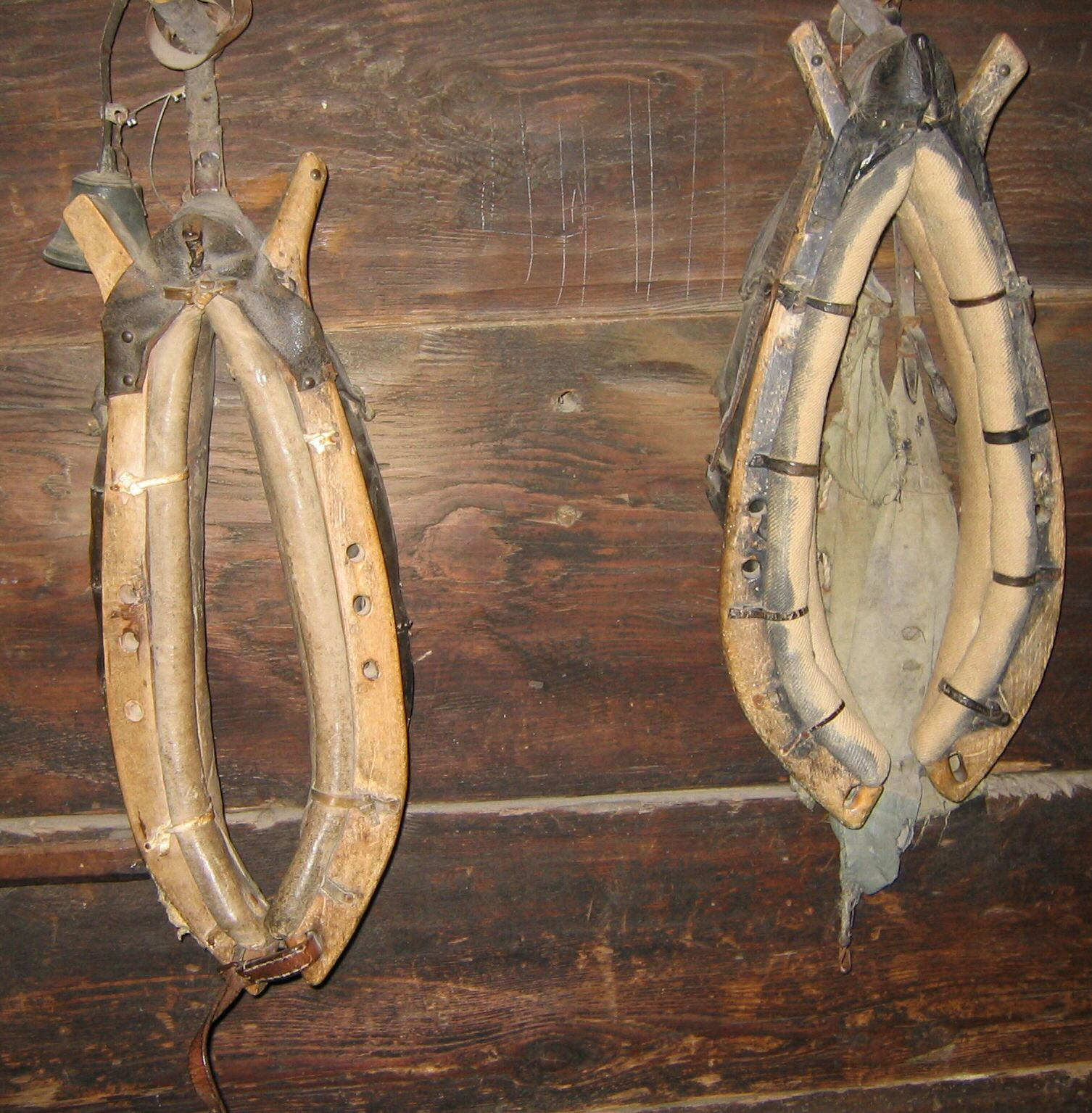
Dos colleras.

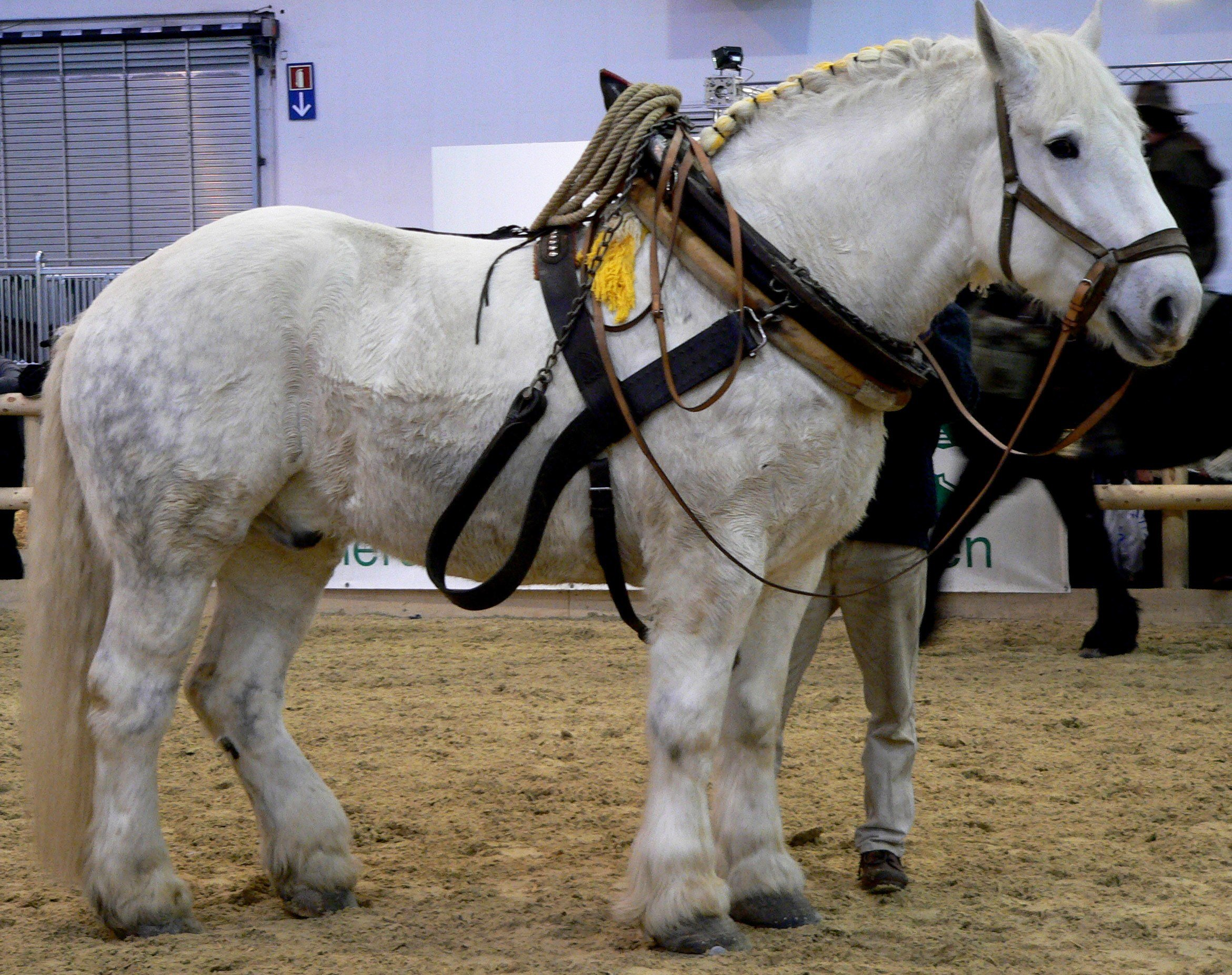
Apero moderno de caballo con collera (el caballo no se encuentra con todos los aperos enganchados.)

Una collera o collar de caballos forma parte de un arnés de caballo utilizada para distribuir la carga en el cuello y hombros del caballo cuando arrastra un carro o arado. La collera a menudo engancha y apoya un par de trozos de madera y metal curvas, a los cuales se enganchan los traces del arnés. 
Le permite al caballo utilizar toda su fuerza al arrastrar, esencialmente permitiendo al caballo tirar con sus cuartos delanteros a través del collar en vez de tirar con sus hombros como sucede si se utiliza un yugo o un pretal. 
Es una mejora con respecto al yugo ya que reduce la presión sobre la garganta. Desde que fue inventada la collera, los caballos se convirtieron en invalorables para el éxito de la agricultura y para arrastrar vehículos pesados. Cuando el caballo es enganchado utilizando un collar de caballo, el caballo permite aprovechar una potencia superior al 50% a causa de una velocidad superior al de un buey, además de permitir una mayor resistencia y un mayor número de horas de trabajo por día. 
La collera fue un desarrollo importante en Europa, al permitir el reemplazo de bueyes por caballos para arar potenciando la economía, reduciendo la dependencia de la agricultura de subsistencia, y permitiendo el desarrollo de la industria, la educación, y las artes al facilitar la construcción de ciudades con sus mercados.